# Tour du Gippsland
Le Tour du Gippsland (en anglais : Tour of Gippsland) est une course cycliste australienne disputée dans le Gippsland, région rurale de l'État de Victoria. Créé en 1925, il fait partie du National Road Series.

## Histoire
La première édition en 1925 se tient sur une distance de 180 kilomètres. En 1947, seulement 15 coureurs rallient l'arrivée sur 117 participants. L'édition 1958 est marquée par la mort du champion australien Russell Mockridge, percuté par un bus moins de 4 kilomètres après le départ. En 1960, l'épreuve est de nouveau endeuillée avec la mort du coureur James Lindsay Clough heurté par un camion.
Non disputée durant 50 ans, la compétition refait son apparition en 2001. Depuis 2005, elle se déroule sur plusieurs étapes. Parmi les lauréats de l'épreuve, plusieurs ont par la suite porté les couleurs d'une équipe World Tour comme Wesley Sulzberger, Leigh Howard, Nathan Haas et Nathan Earle.
Les éditions 2020 et 2021 sont annulées en raison du contexte sanitaire lié à la pandémie de Covid-19. 

## Palmarès
| Année     | Vainqueur            | Deuxième          | Troisième                 |
| --------- | -------------------- | ----------------- | ------------------------- |
| 1925      | ?                    | ?                 | ?                         |
| 1926-1928 | non disputé          | non disputé       | non disputé               |
| 1929      | G. McLeod            |                   |                           |
| 1930      | Ossie Nicholson (en) |                   |                           |
| 1931      | S. Whiteoak          |                   |                           |
| 1932      | Frankie Thomas (en)  |                   |                           |
| 1933      | Alan Angus (en)      |                   |                           |
| 1934      | Hefty Stuart (en)    |                   |                           |
| 1935      | Clinton Beasley      |                   |                           |
| 1936      | Frankie Thomas (en)  |                   |                           |
| 1937      | Norman Lloyd         |                   |                           |
| 1938      | Charlie Fraser       |                   |                           |
| 1939      | Alan Angus (en)      |                   |                           |
| 1940      | Norman Lloyd         |                   |                           |
| 1941-1945 | non disputé          | non disputé       | non disputé               |
| 1946      | A. Barlow            |                   |                           |
| 1947      | Alby Saunders (en)   |                   |                           |
| 1948      | Max Rowley (en)      |                   |                           |
| 1949      | Bill Arnold          |                   |                           |
| 1950      | John Beasley         |                   |                           |
| 1951      | Graham Stabell (en)  |                   |                           |
| 1952      | Jack Hoobin          |                   |                           |
| 1953      | Jack McDonagh        |                   |                           |
| 1954      | Murray French (en)   |                   |                           |
| 1955      | Murray French (en)   |                   |                           |
| 1956      | Bruce Cochrane       |                   |                           |
| 1957      | Russell Mockridge    |                   |                           |
| 1958-1959 | ?                    | ?                 | ?                         |
| 1960      | Klaus Stiefler       |                   |                           |
| 1961-2000 | non disputé          | non disputé       | non disputé               |
| 2001      | David McKenzie       |                   |                           |
| 2002-2003 | non disputé          | non disputé       | non disputé               |
| 2004      | David McKenzie       |                   |                           |
| 2005      | Gordon McCauley      | Robert Tighello   | Peter Milostic            |
| 2006      | Wesley Sulzberger    | Miles Olman       | Daniel McConnell          |
| 2007      | Zakkari Dempster     | Chris Jory        | Barry Mather              |
| 2008      | Bernard Sulzberger   | Timothy Roe       | Ben King                  |
| 2009      | Leigh Howard         | David Kemp        | Hayden Brooks             |
| 2010      | Patrick Shaw         | Joseph Lewis      | Rico Rogers               |
| 2011      | Nathan Haas          | Bradley Linfield  | Michael Cupitt            |
| 2012      | William Walker       | Ben Hill          | Patrick Shaw              |
| 2013      | Jack Anderson        | Nathan Earle      | Alexander Edmondson       |
| 2014      | Timothy Roe          | Cameron Bayly     | Raphael Freienstein       |
| 2015      | annulé               | annulé            | annulé                    |
| 2016      | Joseph Cooper        | Patrick Shaw      | Patrick Lane              |
| 2017      | Sam Welsford         | Michael Freiberg  | Sascha Bondarenko-Edwards |
| 2018      | Raphael Freienstein  | Nicholas White    | Connor Brown              |
| 2019      | Jason Lea            | Brendon Davids    | Carter Turnbull           |
| 2020-2021 | non disputé          | non disputé       | non disputé               |
| 2022      | Kane Richards        | Liam Johnston     | Cyrus Monk                |
| 2023      | Tristan Saunders     | Boris Clark       | Oliver Stenning           |
| 2024      | Graeme Frislie       | William Heffernan | Hamish Keast              |